# 985 v.Chr.
Het jaar 985 v.Chr. is een jaartal volgens de christelijke jaartelling.

## Gebeurtenissen

### Babylonië
- Koning Shirikti-shuqamuna moet door politieke intriges afstand doen van de troon.
- Koning Mar-biti-apla-usur (985 - 979 v.Chr.) bestijgt de troon van Babylon.